# جنجال (فیلم ۱۳۵۴)
جنجال فیلمی به کارگردانی رضا صفایی و نویسندگی اکبر اصفهانی، مازیار بازیاران محصول سال ۱۳۵۴ است.

## خلاصه داستان
علی (رضا بیک ایمانوردی) جوان پولدار و عیاشی است که همسرش شیرین (سیمین غفاری) را رها می‌کند، و به رغم اندرزهای راننده اش عزت (سیدعلی میری) با رقاصه‌ای به نام سامیه (نوری کسرائی) دوست می‌شود، که او را پای میز قمار می‌کشاند و در اندک مدتی ثروتش را به باد می‌دهد...

## بازیگران
- رضا بیک ایمانوردی
- نوری کسرایی
- علی میری
- گیتی فروهر
- سیمین غفاری
- اسماعیل شیرازی
- اکبر جنتی شیرازی
- اکبر اصفهانی
- شادی آفرین
- صمد
- جواد روشنایی
- میترا
- رؤیا
- علی‌اکبر طوفان‌پناه
- فرشته برزین
- رضا غیاثی
- چنگیز محمودی